# SN 2009fj
SN 2009fj – supernowa typu Ia odkryta 27 maja 2009 roku w galaktyce E267-G16. Jej maksymalna jasność wynosiła 13,75m.